# Такасима, Акио
Акио Такасима (яп. 高島昭男, 15 апреля 1942, Хиросима, Япония) — японский хоккеист (хоккей на траве), защитник.

## Биография
Акио Такасима родился 15 апреля 1942 года в японском городе Хиросима.
В 1964 году вошёл в состав сборной Японии по хоккею на траве на Олимпийских играх в Токио, поделившей 7-8-е места. Играл на позиции защитника, провёл 7 матчей, забил 3 мяча (два в ворота сборной Южной Родезии, один — Новой Зеландии).
В 1968 году вошёл в состав сборной Японии по хоккею на траве на Олимпийских играх в Мехико, занявшей 13-е место. Играл на позиции защитника, провёл 6 матчей, забил 1 мяч в ворота сборной Мексики.